# Montcalm (district électoral)
Pour les articles homonymes, voir Montcalm.
Montcalm est un ancien district provincial du Québec qui a existé de la confédération jusque dans les années 1970.

## Historique
Précédée de : Montcalm (district électoral du Canada-Uni)
Suivie de : Joliette-Montcalm

## Liste des députés

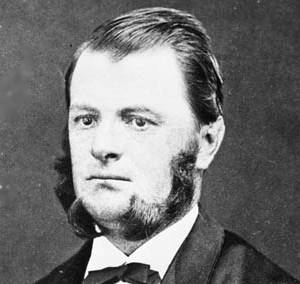
Firmin Dugas est député de Montcalm de 1867 à 1874

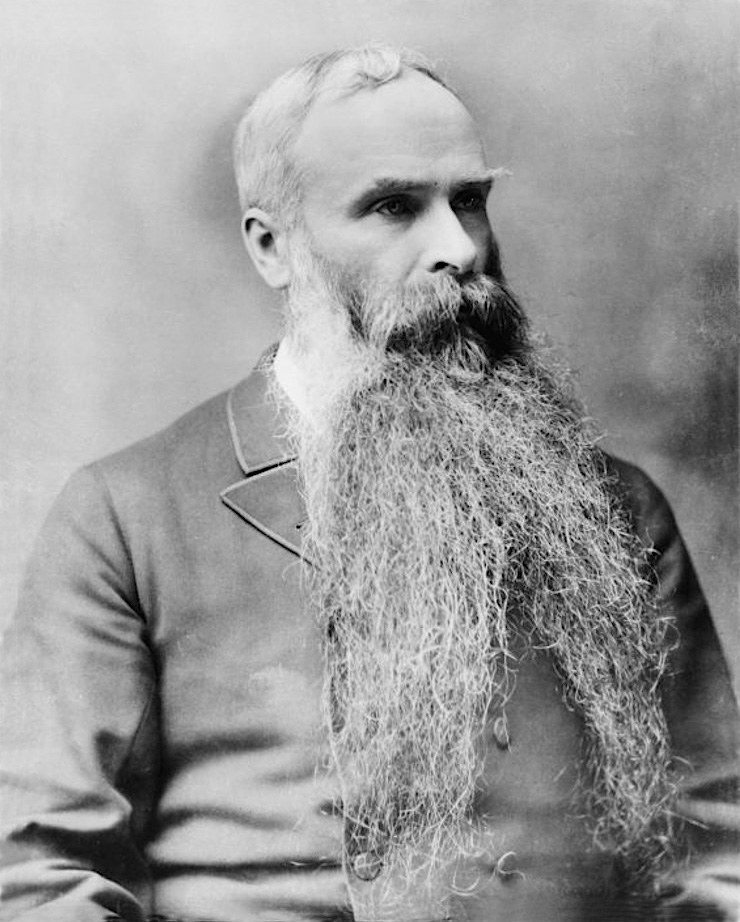
Louis-Olivier Taillon est député de Montcalm de 1886 à 1890. Durant ce mandat, il est Premier ministre du Québec durant 4 jours

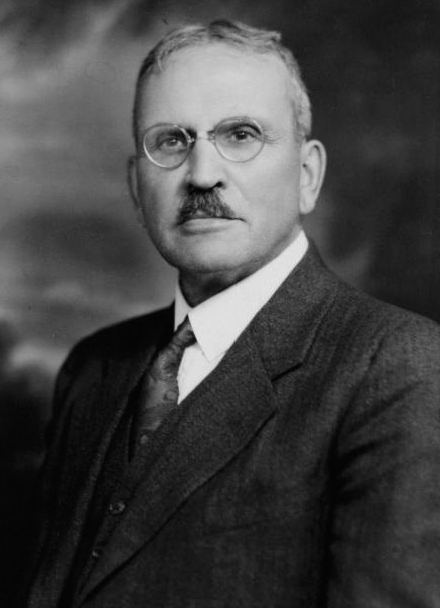
Joseph-Ferdinand Daniel est député de Montcalm de 1917 à 1929

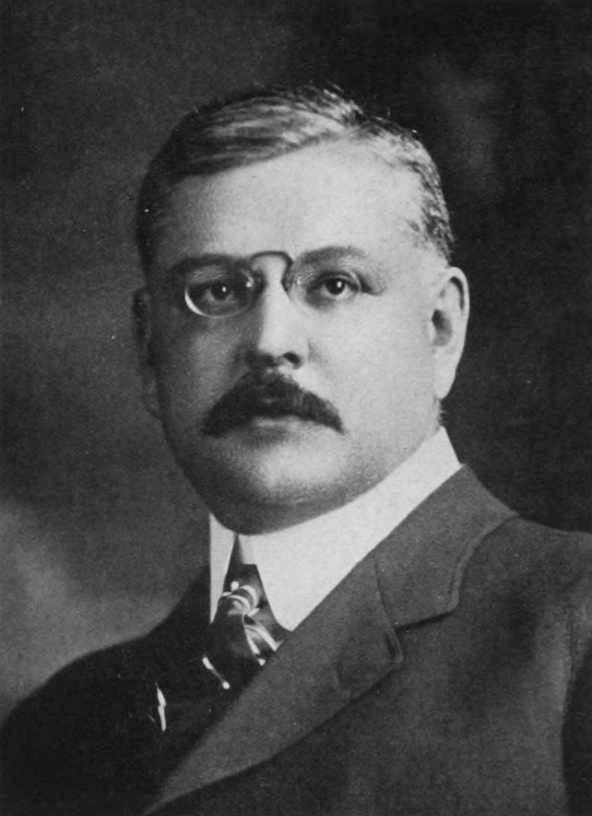
Joseph-Leonide Perron est député de Montcalm et 1929 et 1930

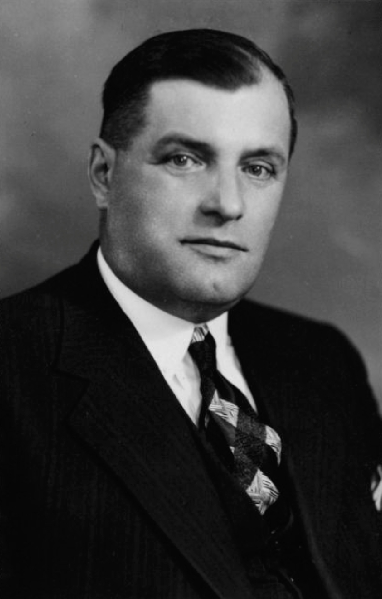
Joseph-Odilon Duval est député de Montcalm de 1939 à 1944

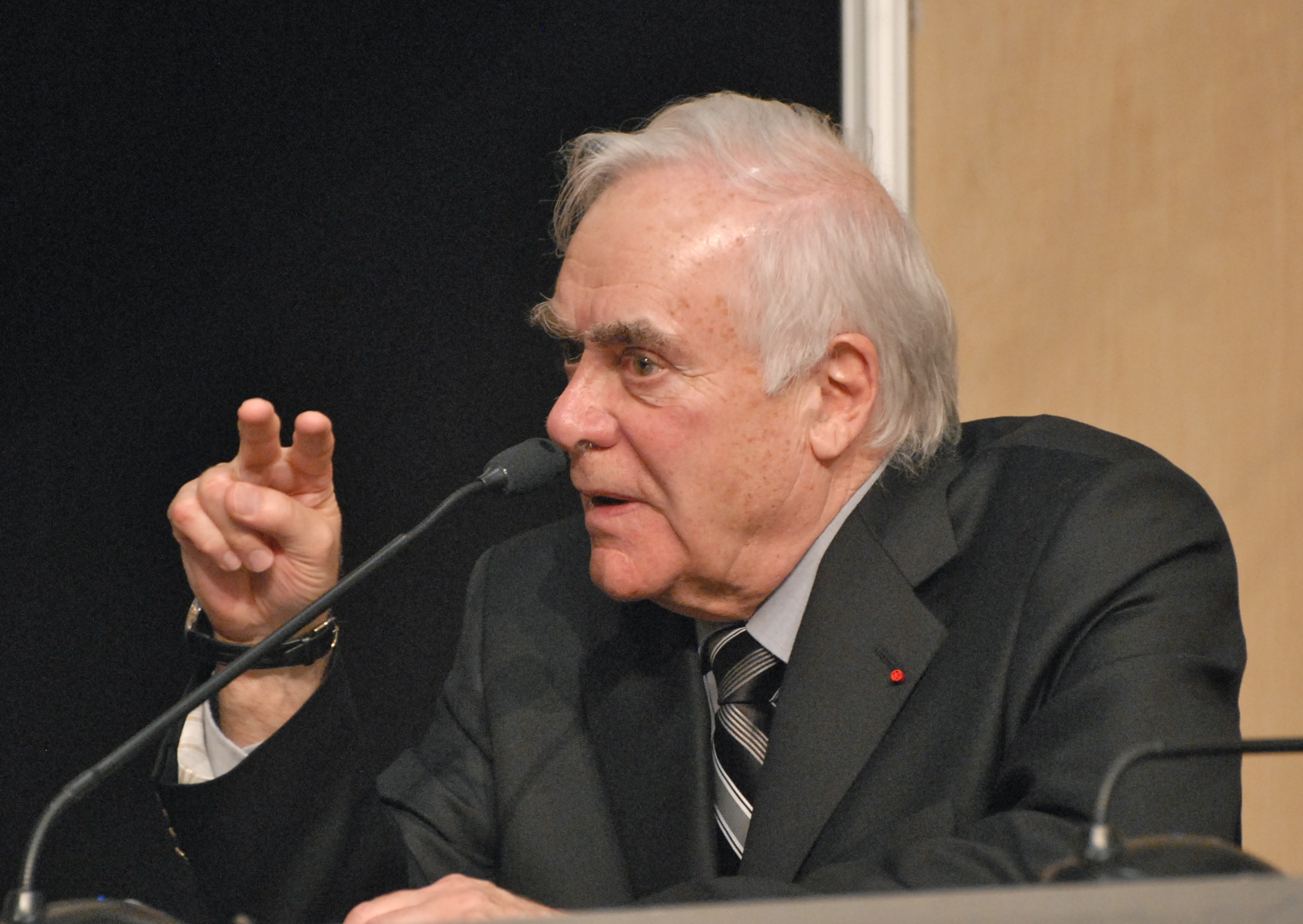
Marcel Masse est député de Montcalm de 1966 à 1973

|  | 1867 - 1871  | Firmin Dugas                      | Conservateur    |
|  | 1871 - 1874  | Firmin Dugas                      | Conservateur    |
|  | 1874 - 1875  | Louis-Gustave Martin              | Conservateur    |
|  | 1875 - 1878  | Louis-Gustave Martin              | Conservateur    |
|  | 1878 -1881   | Octave Magnan                     | Conservateur    |
|  | 1881 -1886   | Jean-Baptiste-Trefflé Richard     | Conservateur    |
|  | 1886         | Jean-Baptiste-Trefflé Richard     | Conservateur    |
|  | 1886 - 1890  | Louis-Olivier Taillon             | Conservateur    |
|  | 1890 - 1892  | Joseph-Alcide Martin              | Conservateur    |
|  | 1892 - 1897  | Octave Magnan                     | Conservateur    |
|  | 1897 - 1900  | Pierre-Julien-Léonidas Bissonette | Libéral         |
|  | 1900 - 1904  | Pierre-Julien-Léonidas Bissonette | Libéral         |
|  | 1904 - 1908  | Pierre-Julien-Léonidas Bissonette | Libéral         |
|  | 1908 - 1912  | Joseph Sylvestre                  | Conservateur    |
|  | 1912 - 1916  | Joseph Sylvestre                  | Conservateur    |
|  | 1916 - 1917  | Joseph-Alcide Dupuis              | Libéral         |
|  | 1917 - 1919  | Joseph-Ferdinand Daniel           | Libéral         |
|  | 1919 - 1923  | Joseph-Ferdinand Daniel           | Libéral         |
|  | 1923 - 1927  | Joseph-Ferdinand Daniel           | Libéral         |
|  | 1927 - 1929  | Joseph-Ferdinand Daniel           | Libéral         |
|  | 1929 - 1930  | Joseph-Léonide Perron             | Libéral         |
|  | 1931? - 1934 | Médéric Duval                     | Libéral         |
|  | 1935 - 1936  | Jean-Gaétan Daniel                | Libéral         |
|  | 1936 - 1939  | Maurice Tellier                   | Union nationale |
|  | 1939 - 1944  | Joseph-Odilon Duval               | Libéral         |
|  | 1944 - 1948  | Maurice Tellier                   | Union nationale |
|  | 1948 - 1952  | Maurice Tellier                   | Union nationale |
|  | 1952 - 1956  | Maurice Tellier                   | Union nationale |
|  | 1956 - 1960  | Maurice Tellier                   | Union nationale |
|  | 1960 - 1962  | Maurice Tellier                   | Union nationale |
|  | 1962 - 1966  | Gérard Martin                     | Libéral         |
|  | 1966 - 1970  | Marcel Masse                      | Union nationale |
|  | 1970 - 1973  | Marcel Masse                      | Union nationale |